# Rufus (програма)
Rufus — це вільне портативне програмне забезпечення для Microsoft Windows, яке використовується для форматування та створення завантажувального USB-флеш-накопичувача або Live USB. Програму розробив Пете Батард з Akeo Consulting.

## Історія
Першочергово Rufus призначався як сучасна відкрита заміна для HP USB Disk Storage Format Tool для Windows, яка здебільшого використовувалася для створення DOS-завантажувальних USB-ключів.
Найперший офіційний реліз Rufus, версія 1.0.3 (раніші версії використовувалися лише розробниками, або були у alpha-стадії розробки), виданий 11 грудня 2011 року, та мали лише підтримку MS-DOS. Версія 1.0.4 представляла підтримування FreeDOS, а версія 1.1.0 представляла підтримування ISO-образів. До версії 1.2.0, постачалися дві різні версії програми, одна для MS-DOS та інша для FreeDOS. Підтримування завантажування UEFI представлено у версії 1.3.2, інтернаціоналізація у 1.4.0 та підтримування Windows To Go у версії 2.0. Останньою сумісною з Windows XP та Vista/Windows7/8/10 версією стала 3.8.

## Можливості
Rufus має широке підтримування завантаження iso-образів, включаючи різноманітні дистрибутиви Linux та встановлювальні .iso-файли для Windows. Якщо існує потреба, програма встановить завантажувач, на кшталт SYSLINUX або GRUB, на USB-ключ для відображання його завантажувальним. Програма також дозволяє встановлення MS-DOS або FreeDOS на USB-ключі, як і створення завантажувальних медій Windows To Go. Rufus підтримує форматування USB-накопичувачів у таких файлових системах, як FAT, FAT32, NTFS, exFAT, UDF та ReFS.
Програму можна також використовувати для вирахування хешів MD5, SHA-1 та SHA-256 наразі обраних образів. Також програма має переклад українською мовою.

## Перелік підтримуваних ISO-образів
- AlmaLinux
- Arch Linux
- Archboot
- CentOS
- Clonezilla
- Damn Small Linux
- Debian
- Elementary OS
- Fedora
- FreeDOS
- Garuda Linux
- Gentoo
- GParted
- Hiren's Boot CD
- Kali Linux
- Knoppix
- KolibriOS
- Linux Mint
- Manjaro Linux
- NT Password Registry Editor
- OpenSUSE
- Raspberry Pi OS
- Raspbian
- ReactOS
- Red Hat
- rEFInd
- Rocky Linux
- Slackware
- Super Grub2 Disk
- Tails
- Trinity Rescue Kit
- TrueNAS CORE
- Ubuntu
- UEFI Shell
- Ultimate Boot CD
- Microsoft Windows XP/Vista/7/8/8.1/10/Server 2019/11

## Відсилання
1. ↑  https://rufus.ie/ru/#
2. ↑  Rufus introduction post. Архів оригіналу за 2 липня 2018. Процитовано 9 липня 2016.
3. ↑  HP USB Disk Storage Format Tool on Softpedia. Архів оригіналу за 29 вересня 2018. Процитовано 9 липня 2016.
4. ↑  Rufus Changelog. Архів оригіналу за 4 жовтня 2018. Процитовано 9 липня 2016.
5. ↑  List of Rufus downloads. Архів оригіналу за 17 вересня 2018. Процитовано 9 липня 2016.
6. ↑  Mackey, Tim (5 квітня 2016). XenServer Administration Handbook: Practical Recipes for Successful Deployments. O'Reilly Media, Inc. Архів оригіналу за 25 серпня 2016. Процитовано 29 червня 2016.
7. ↑  Using Rufus To Create Windows To Go USB Drive. Архів оригіналу за 24 серпня 2018. Процитовано 9 липня 2016.
8. ↑  Gupta, Vishal. Rufus: Free Portable Utility to Write Bootable ISO or IMG Files to USB Drives. AskVG. Архів оригіналу за 29 червня 2016. Процитовано 29 червня 2016.

## Зовнішні ланки
- Офіційний сайт